# Alicja Napiórkowska
Alicja Napiórkowska, właśc. Wiktoria Alicja Napiórkowska z Wysznackich (ur. 24 grudnia 1894 w Łodzi, zm. 30 stycznia 1982 tamże) – polska nauczycielka, radna Rady Miejskiej w Łodzi, organizatorka kompletów tajnego nauczania podczas okupacji hitlerowskiej, działaczka oświatowa i społeczna.

## Życiorys
Była córką Władysława Wysznackiego (1850–1907), urzędnika miejskiego, i Antoniny Wysznackiej z Bajerów (1857–1916), właścicielki pensji dla dziewcząt. Uczyła się w łódzkim Gimnazjum Zofii Pętkowskiej i Wiktorii Macińskiej, które ukończyła w 1911. Następny rok spędziła u rodziny na Kaukazie w Mineralnych Wodach.
14 lutego 1920 zawarła związek małżeński (świadkami byli Stefan Kopciński i Leon Starkiewicz) z Aleksandrem Napiórkowskim (1890–1920), działaczem PPS, posłem na Sejm Ustawodawczy, uczestnikiem wojny polsko-bolszewickiej w 1920. Z tego małżeństwa urodziła się córka – Aleksandra Przełęcka (1920–2005), profesor biochemii PAN – żona prof. Mariana Przełęckiego.
Została pochowana na Starym Cmentarzu w Łodzi, w grobie męża Aleksandra Napiórkowskiego. Niektóre pamiątki i zapiski Alicji Napiórkowskiej przechowywane są w Muzeum Oświaty w Łodzi.

### Działalność pedagogiczna
Pracę pedagogiczną rozpoczęła w Łodzi w 1916, w okresie międzywojennym kierowała Szkołą Podstawową nr 85 w Łodzi, przy ul. Suwalskiej 16. Przez wiele lat prowadziła bibliotekę PPS im. Aleksandra Napiórkowskiego w łódzkiej dzielnicy Górna. W latach 1923–1927 była radną Rady Miejskiej w Łodzi (m.in. wraz ze Stefanem Kopcińskim); wchodziła w skład Delegacji Wydziału Oświaty i Kultury.
W okresie okupacji hitlerowskiej prowadziła przez 5 lat tajne nauczanie dzieci i młodzieży w zakresie szkoły podstawowej i średniej, a także osób dorosłych. Zajmowała się kolportażem informacji i podziemnych gazetek. Po wojnie Komisja Weryfikacyjna uznała lata okupacji hitlerowskiej za okres przymusowej bezczynności nauczyciela i dopiero w 1947 zaliczyła jako czas pracy pedagogicznej w podwójnym wymiarze.
Po II wojnie światowej kierowała Miejską Szkołą Powszechną dla Dorosłych nr 5 i Szkołą Podstawową nr 132 w Łodzi, przy ul. Wierzbowej 37/39. W 1950 po upaństwowieniu szkół miejskich władze oświatowe usunęły Napiórkowską ze stanowiska kierownika szkoły. Prawdziwą przyczyną była odmowa ze strony Napiórkowskiej usunięcia inskrypcji z grobu jej męża – Aleksandra Napiórkowskiego, która brzmiała: broniąc Ojczyzny przed najazdem bolszewickim poległ zaszczytnie w szarży ułańskiej pod Ciechanowem 18 VIII 1920 r. Napiórkowska prowadziła działalność w Związku Nauczycielstwa Polskiego: zorganizowała i kierowała pierwszą w Polsce Sekcją Bibliotekarską ZNP, wchodziła w skład Zarządu Głównego Sekcji. Wypowiadała się w sprawie upamiętnienia tajnego nauczania podczas okupacji hitlerowskiej.

### Rodzina
Napiórkowska miała liczne rodzeństwo, jej braćmi byli m.in.:
- Janusz Wysznacki (1889–1914), absolwent Uniwersytetu Jagiellońskiego, żołnierz Legionów, poległ w bitwie pod Łowczówkiem 23 grudnia 1914[3];
- Konstanty Wysznacki (1884–1945), absolwent Politechniki Lwowskiej, nauczyciel matematyki w Gimnazjum Towarzystwa Uczelnia w Łodzi, autor podręcznika geometrii, publikacji z zakresu pożarnictwa i ubezpieczeń, tłumacz prac ekonomicznych Fryderyka Engelsa[4][5], zmarł podczas wyzwalania obozu w Groß-Rosen;
- Henryk Wysznacki (1892–1984), nauczyciel, w okresie międzywojennym kierownik Oddziału Szkolnictwa Wydziału Oświaty w Łodzi, po II wojnie światowej naczelnik Wydziału Oświaty w Łodzi.

## Ordery i odznaczenia
- Krzyż Oficerski Orderu Odrodzenia Polski
- Krzyż Kawalerski Orderu Odrodzenia Polski
- Srebrny Krzyż Zasługi (11 listopada 1936)[6]
- Medal Dziesięciolecia Odzyskanej Niepodległości
- Medal 10-lecia Polski Ludowej (12 stycznia 1955)[7]
- Medal Komisji Edukacji Narodowej
- Złota Odznaka Związku Nauczycielstwa Polskiego
- Honorowa Odznaka Miasta Łodzi